# Ángel Labruna
Ángel Amadeo Labruna (28. září 1918, Buenos Aires – 20. září 1983) byl argentinský fotbalista. Hrával na pozici útočníka.
V dresu argentinské reprezentace se zúčastnil mistrovství světa ve Švédsku roku 1958. Má též dvě zlaté medaile z mistrovství Jižní Ameriky (Copa América), a to z let 1946 a 1955. Celkem za národní tým odehrál 37 zápasů, v nichž vstřelil 17 branek.
S CA River Plate se stal devětkrát mistrem Argentiny (1941, 1942, 1945, 1947, 1952, 1953, 1955, 1956, 1957). Vstřelil v jeho dresu 293 ligových gólů, což je do dnešních dnů rekord argentinské ligy (který drží spolu s Arseniem Ericem, jenž vstřelil přesně stejný počet branek).
Brazilský časopis Placar ho vyhlásil 25. nejlepším fotbalistou 20. století.
Měl přezdívku La Máquina či El Feo. Den jeho narození, 28. září, slaví fanoušci River Plate každým rokem jako Svátek fanoušků River Plate.
Po skončení hráčské kariéry se stal trenérem.